# Mononatri methyl arsenat
Mononatri methyl asenat (MSMA) là một loại thuốc diệt nấm và thuốc diệt cỏ gốc asen. Nó là một muối asenat hữu cơ; nhưng nó là dạng asen hữu cơ ít độc tính nhất, đã thay thế vai trò của chì hydro asenat trong nông nghiệp. Nó là một trong những thuốc diệt cỏ dùng phổ biến nhất trong các sân golf. Nó được dùng chủ yếu vào mục đích điều khiển quá trình phát triển của các loại cỏ ví dụ như Digitaria.
Các tên thương mại bao gồm:
- Ansar 170
- Ansar 170L
- Ansar 529
- Ansar 529 HC
- Ansar 6.6, Asazol
- Bueno
- Bueno 6
- CCRIS 4676
- Caswell No. 582
- Daconate
- Daconate 6
- Dal-E-Rad
- Dal-E-Rad 120
- Drexar
- Gepiron
- HSDB 754
- Herb-All
- Herban M
- Merge
- Merge 823
- Mesamate
- Mesamate H.C.
- Mesamate-400
- Mesamate-600.